# Pseudenargia deleta
Pseudenargia deleta là một loài bướm đêm trong họ Noctuidae.